# Paltajärvi
Paltajärvi är en del av sjön Ule träsk i Finland. Den ligger i Kajana i landskapet Kajanaland, i den centrala delen av landet, 500 km norr om huvudstaden Helsingfors. Paltajärvi ligger 119 meter över havet.